# Rolling in the Deep
〈Rolling in the Deep〉은 영국의 싱어송라이터 아델이 그녀의 두 번째 스튜디오 음반인 《21》 (2011년)을 위해 녹음한 곡이다. 그것은 음반의 리드 싱글이자 오프닝 곡이다. 이 곡은 아델과 폴 엡워스가 작곡했다. 자신은 이 곡을 "다크 블루스 가스펠 디스코 선율"이라고 표현했다. 2011년 이 곡은 1985년 이후 미국에서 가장 큰 크로스오버 히트곡으로 보도되었다. 2010년 11월 29일 디지털 다운로드 형식의 《21》의 리드 싱글로 처음 발매되었다. 그 가사는 경멸받는 연인의 감정을 묘사합니다.
〈Rolling in the Deep〉은 곡의 프로듀싱, 가사, 아델의 보컬 퍼포먼스에 대한 찬사와 함께 광범위한 비평가들로부터 호평을 받았다. 그것은 아델을 세계적인 슈퍼스타로 이끌며 상업적인 돌파구를 보여주었다. 이 노래는 12개국에서 1위를 차지했고 20개 이상의 지역에서 10위 안에 들었다. 이 곡은 아델이 미국에서 처음으로 1위를 차지한 곡으로, 7주 동안 1위를 차지했던 빌보드 핫 100을 포함한 많은 《빌보드》 차트에서 1위에 올랐다. 2012년 2월까지, 〈Rolling in the Deep〉은 미국에서 870만 장 이상이 팔려 미국에서 가장 많이 팔린 디지털 노래로 기록되었고, 아델은 고국 밖에서 가장 많이 팔린 싱글로, 이전에 가장 많이 팔린 싱글인 〈Chasing Pavements〉에서 1위를 차지했다. 전 세계적으로 820만 장의 판매고를 올리며 2011년 5번째로 많이 팔린 디지털 싱글이었다.  〈Rolling in the Deep〉은 전 세계적으로 2,060만 장의 판매고를 올리며 역대 가장 많이 팔린 디지털 싱글 중 하나이다. 이 곡은 차트에 65주 동안 머물렀으며, 그 당시 차트에 4번째로 가장 많은 시간을 보낸 곡으로 기록상당히 주얼의 더블 싱글인 〈Foolish Games〉와 〈You Were Me for Me〉와 동률을 이루었다.

## 곡 목록
- 디지털 다운로드

1. "Rolling in the Deep" - 3:48

- 디지털

1. "Rolling in the Deep" - 3:48
2. "Rolling in the Deep (Jamie xx Shuffle)" - 4:17
3. "Rolling in the Deep (Acapella)" - 3:56

- CD 싱글

1. "Rolling in the Deep" - 3:48
2. "If It Hadn't Been for Love" - 3:09

## 인증
}}
| 국가                                                                                         | 인증             | 판매량/출하량 |
| -------------------------------------------------------------------------------------------- | ---------------- | ------------- |
| 오스트레일리아 (ARIA)                                                                        | 7× 플래티넘      | 490,000^      |
| 벨기에 (BEA)                                                                                 | 4× 플래티넘      | 80,000        |
| 브라질 (Pro-Música Brasil)                                                                   | 골드             | 30,000*       |
| 캐나다 (뮤직 캐나다)                                                                         | 다이아몬드       | 800,000       |
| 덴마크 (IFPI Danmark)                                                                        | 플래티넘         | 30,000^       |
| 독일 (BVMI)                                                                                  | 플래티넘         | 300,000^      |
| 이탈리아 (FIMI)                                                                              | 4× 플래티넘      | 120,000*      |
| 멕시코 (AMPROFON)                                                                            | 4× 플래티넘+골드 | 270,000*      |
| 뉴질랜드 (RMNZ)                                                                              | 3× 플래티넘      | 45,000*       |
| 노르웨이 (IFPI 노르웨이)                                                                     | 2× 플래티넘      | 120,000       |
| 포르투갈 (AFP)                                                                               | 플래티넘         | 20,000        |
| 대한민국 (Gaon Chart)                                                                        | —                | 3,614,504     |
| 스페인 (PROMUSICAE)                                                                          | 2× 플래티넘      | 80,000^       |
| 스웨덴 (GLF)                                                                                 | 3× 플래티넘      | 120,000       |
| 스위스 (IFPI 스위스)                                                                         | 3× 플래티넘      | 90,000^       |
| 영국 (BPI)                                                                                   | 3× 플래티넘      | 2,100,000     |
| 미국 (RIAA)                                                                                  | 8× 플래티넘      | 8,400,000     |
| 미국 (RIAA) Mastertone                                                                       | 골드             | 500,000*      |
| *판매량을 기반으로 한 인증 · ^출하량을 기반으로 한 인증 · 판매량+스트리밍을 기반으로 한 인증 |                  |               |